# Никарагуанская патриотическая команда
Никарагуанская патриотическая команда (исп. Comando Patriótico Nicaragüense), Copan — никарагуанская подпольная организация 2010-х годов. Ведёт вооружённую борьбу против правительства СФНО. Специализировалась на диверсионно-террористической деятельности. Причисляется к структурам Никарагуанской партизанской координации.

## Контекст
В октябре 2009 года Верховный суд Никарагуа отменил статью Конституции, запрещавшую избрание в президенты более чем на один пятилетний срок. Согласно этому решению, принятому в обход парламента с нарушением конституционных процедур, президент Даниэль Ортега получил возможность многократного переизбрания. К тому времени семейный клан Ортега и партийная верхушка СФНО установили плотный контроль над политической системой и основными экономическими активами Никарагуа. Оппозиция посчитала это насаждением авторитарного режима и бессрочным закреплением у власти правящей группы в составе Даниэля Ортеги, Росарио Мурильо, Умберто Ортеги, Ленина Серны, Байярдо Арсе. При этом в период правления Ортеги с 2007 года были убиты около 20 бывших командиров контрас, и все эти преступления остались не расследованы.
Именно решение Верховного суда, открывшее Ортеге возможность переизбрания, дало толчок к возникновению вооружённого антиправительственного подполья. С июля 2010 по февраль 2011 партизанскую борьбу вёл отряд бывшего спецназовца Контрас Команданте Яхоба. Крупнейшей организацией вооружённой борьбы против «диктатуры Ортеги-Мурильо» стали Демократические силы Команданте 380 (FDC 380). Возникли также Вооружённые силы национального спасения — Армия народа (FASN-EP), Демократический фронт побережья 380 (FCD 380), ряд других повстанческих группировок.

## Активность
Создание Никарагуанской патриотической команды — Copan — явилось проявлением той же тенденции. В случае Copan особо отмечается, что акты насилия были спровоцированы решением Ортеги вопреки Конституции баллотироваться на второй срок.
FDC 380 сделали ставку на повторение военной методики контрас 1980-х — боевые рейды с территории Гондураса, нападения на силовиков и функционеров, бои с небольшими полицейскими и армейскими частями. FASN-EP стали известны террористической атакой 20 июля 2014 года — обстрелом участников сандинистских массовых торжеств. FCD 380 практиковали убийства сандинистских функционеров.
Специализацией Copan стали теракты с диверсионным уклоном — поджоги и взрывы государственных объектов, министерских помещений, партийных офисов СФНО и связанной с сандинистским руководством Либерально-конституционной партии. Районом действий Copan являлся пограничный с Гондурасом департамент Нуэва-Сеговия, прежде всего город Сан-Фернандо.
Наибольшая активность Copan пришлась на 2011-2012 годы, особенно перед выборами 2011. Организация примыкала к коалиции Никарагуанская партизанская координация, действовала в оперативном взаимодействии с FDC 380 и FASN-EP. Лидеры Copan — Альберто Миденсе по прозвищу Flaco (Тощий), Марвин Фигероа — поддерживали тесную связь с командирами FDC 380, особенно с Байроном де Хесусом Лопесом Селедоном (Команданте Шериф). Миденсе и Селедон обвинялись никарагуанской полицией в рэкете и наркобизнесе (официальные власти СФНО не признают политического характера вооружённой оппозицией, представляя её сугубо уголовным явлением).
В декабре 2013 года Альберто Миденсе был убит в Гондурасе. Обстоятельства гибели остались неясны, допускаются различные версии — от сандинистской спецоперации до внутренних противоречий в организации.